# ماساهیتو نوتو
ماساهیتو نوتو (انگلیسی: Masahito Noto؛ زادهٔ ۱۰ آوریل ۱۹۹۰) بازیکن فوتبال اهل ژاپن است.
از باشگاه‌هایی که در آن بازی کرده‌است می‌توان به باشگاه فوتبال بوریرام یونایتد، باشگاه فوتبال جف یونایتد ایچیهارا چیبا، و باشگاه فوتبال هانوفر ۹۶ اشاره کرد.